# Biolab

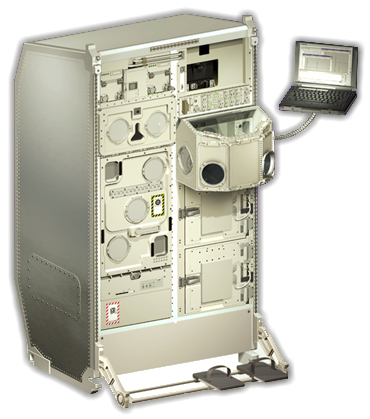
Biolab (ESA)

Biolab (Biological Experiment Laboratory - Phòng thí nghiệm sinh học) là một trọng tải khoa học đa người dùng đơn rack được thiết kế để sử dụng trong phòng thí nghiệm Columbus của Trạm vũ trụ quốc tế. Biolab hỗ trợ nghiên cứu sinh học trên cây nhỏ, động vật không xương sống nhỏ, vi sinh vật, tế bào động vật và nuôi cấy mô. Nó bao gồm một lồng ấp được trang bị máy ly tâm, trong đó các đối tượng thử nghiệm trước đó có thể phải chịu các mức tăng tốc được kiểm soát.
Những thí nghiệm này giúp xác định "vai trò của lực hấp dẫn ở tất cả các cấp của một sinh vật, từ các hiệu ứng trên một tế bào đơn lẻ đến một sinh vật phức tạp bao gồm cả con người."

## Mô tả

### Tóm lược
BioLab cung cấp một phòng thí nghiệm sinh học trên quỹ đạo cho phép các nhà khoa học nghiên cứu ảnh hưởng của vi sinh vật và bức xạ không gian trên sinh vật đơn bào và đa bào, bao gồm vi khuẩn, côn trùng, sinh vật đơn bào (sinh vật nhân chuẩn), hạt và tế bào.
Cơ sở BioLab bao gồm một lò ấp trứng, kính hiển vi, máy quang phổ (dụng cụ được sử dụng để đo phổ ánh sáng hấp thụ bởi một mẫu), và hai máy ly tâm để cung cấp lực hấp dẫn nhân tạo. BioLab cho phép các nhà nghiên cứu chiếu sáng và quan sát các thùng chứa thí nghiệm riêng lẻ (ECs) và hệ thống hỗ trợ sự sống của BioLab có thể điều chỉnh nội dung của khí quyển (bao gồm độ ẩm).
BioLab được tích hợp vào một Giá Trọng tải Tiêu chuẩn Quốc tế - International Standard Payload Rack (ISPR) duy nhất trong phòng thí nghiệm Châu Âu Columbus, được phóng lên trong nhiệm vụ đưa đón vũ trụ STS-122.
Kết quả từ thí nghiệm BioLab có thể ảnh hưởng đến nghiên cứu y sinh ở các lĩnh vực như miễn dịch học, dược lý, khử khoáng xương, truyền tín hiệu tế bào (xử lý kích thích điện hóa trong tế bào), sửa chữa tế bào và công nghệ sinh học.